# Légi közlekedés
A légiközlekedés személy-, áru-, valamint postaforgalom légi úton való lebonyolítása; vizsgálatával a közlekedéstudomány foglalkozik.
A légi közlekedés része a lebonyolítását elősegítő műszaki berendezések és szervezeti intézkedések. Előnye a földi közlekedéssel szemben az, hogy lényegesen nagyobb sebességgel lehet lebonyolítani. Előnye nagy távolságok áthidalása esetén még jelentősebbé válik. A polgári légi közlekedés menetrendszerű vagy menetrenden kívüli charter járatokkal bonyolítható le. A járatokat biztonsági okokból a légi irányítás szigorú felügyelete mellett bonyolítják le. A magyar légtér irányítását és felügyeletét a Hungarocontrol végzi.
A Magyarország légterében való közlekedést a légi közlekedésről szóló 1995. évi XCVII. törvény szabályozza.

## Repülés és környezet
Az éghajlatváltozás miatt az Atlanti-óceán felett megszaporodó – nehezen megjósolható – felhőtlen égbolton kialakuló légörvények miatt a légi közlekedés – a kerülőutak miatt – drágulhat.